# Esomus thermoicos
Esomus thermoicos är en fiskart som först beskrevs av Achille Valenciennes 1842.  Esomus thermoicos ingår i släktet Esomus och familjen karpfiskar. IUCN kategoriserar arten globalt som livskraftig. Inga underarter finns listade i Catalogue of Life.